# 후타고촌
후타고촌(二子村)은 시마네현 야쓰카군에 설치되었던 촌이다. 현재의 마쓰에시에 해당한다.

## 역사
- 1889년 4월 1일 - 정촌제 시행에 의해 오우군 후타고촌이 성립하였다.
- 1896년 4월 1일 - 군의 통합에 의해 야쓰카군에 소속되었다.
- 1929년 1월 1일 - 하뉴촌과 합병해 야쓰카촌이 성립하여 폐지되었다.

## 참고문헌
- 角川日本地名大辞典 32 島根県
- 『市町村名変遷辞典』東京堂出版、1990年。